# Oscar Mascorro
Oscar Yaroslav Mascorro Ábrego (n. Ciudad Victoria, Tamaulipas, México, 11 de febrero de 1980) es un futbolista profesional. Su posición es defensa central y actualmente juega en el San Miguelense FC .

## Trayectoria
Debutó como jugador en la Primera División, con la Pandilla/Rayados del Monterrey, en la temperada 1998. Posteriormente seguiría con varios equipos: fue enviado con los Toros Neza, equipo desaparecido y en donde tuvo como compañeros al turco Antonio Mohamed, al piojo Miguel Herrera, el pony Rodrigo Ruíz. Cuando desciende Toros/Neza, juega con los Pumas de la UNAM, la temporada 2000. No entrando en los planes del equipo felino, es enviado a los Camoteros del Puebla en donde permanece varias temporadas: 2001 al 2005. Es contratado por los Tuneros de San Luis en donde juega desde la temporada 2006 al 2010. Enviado posteriormente en la temporada 2011 a los Tiburones Rojos de Veracruz, solo juega esa temporada y por motivos de derechos federativos, es enviado con los Panzas Verdes de León en donde permanecerá en las temporadas del 2012 al 2013. Posteriormente regresa con el equipo de Veracruz, en el año 2013 en donde jugó hasta el año 2015.
En 2016, fue invitado por Manuel Vidrio, nuevo dueño del Corinthians FC of San Antonio, para jugar en dicho club hasta el final de su carrera.

### Clubes
| Club                          | País                | Año             | Partidos | Goles | Media |
| ----------------------------- | ------------------- | --------------- | -------- | ----- | ----- |
| C.F Monterrey                 | México              | 1998            | 1        | 0     | 0     |
| Toros Neza                    | México              | 1999 - 2001     | 260      | 0     | 1     |
| Pumas                         | México              | 2000            | 9        | 0     | 0     |
| Puebla                        | México              | 2001 - 2006     | 178      | 6     | 0.03  |
| SL                            | México              | 2006 - 2010     | 114      | 3     | 0.03  |
| Veracruz                      | México              | 2011            | 23       | 4     | 0.17  |
| León                          | México              | 2012 - 2013     | 45       | 1     | 0.02  |
| Veracruz                      | México              | 2013 - 2015     | 55       | 2     | 0.04  |
| Corinthians FC of San Antonio | EUA                 | 2016 - 2017     | 0        | 0     | 0     |
| Total en su carrera           | Total en su carrera | 1998 - Presente | 685      | 16    | 0.27  |

## Selección nacional
- Copa Mundial Sub-20 de 1999